# سهم الحوارة
سهم الحوّارة (بتشديد حرف الواو) هي إحدى القرى اللبنانية من قرى قضاء راشيا في محافظة البقاع.